# Будівля Ландтагу (Ліхтенштейн)
Будівля Ландтагу (Ліхтенштейн) була відкрита у місті Вадуц в 2008 році і з того часу є місцезнаходженням Ландтагу. Будівля роботи німецького архітектора Гансйорга Гьорітца скаладється з трьох частин: Високий будинок (нім. Hohes Haus), Будинок-поєднувач (нім. Verbindendes Haus) та Довгий будинок (нім. Langes Haus).
Будівля знаходиться в центрі Вадуцу на площі Петера-Кайзера. На південь від будівлі знаходиться Будівля Уряду, а на північніше — так званий будинок керівника (нім. Verweserhaus), що сьогодні використовується національним музеєм Ліхтенштейну.

## Історія
Ландтаг Ліхтенштейну визначений конституцією Ліхтенштейну 1818 року. З того часу засідання Ландтагу проводилися в різних будівлях:
- 1818-1862: будинок керівника (нім. Verweserhaus)
- 1862-1867: в готелі Кірхталер (сьогодні Вадуцергоф)
- 1868-1905: в першому будинку парламенту
- 1905-2008: зала Ландтагу на третьому поверсі будинку уряду, а протягом його реставрації в 1969–1970 та 1989–1995 — в будинку Райнбергу, де народився композитор Йозеф Габрієль Райнбергер

У квітні та листопаді 1998 року Ландтаг ухвалив рішення взяти кредит під гарантію в розмірі 36 млн швейцарських франків для будівництва будівлі Ландтагу в центру Вадуцу. В результаті був оголошений конкурс на проект будівлі, який виграв німецький архітектор Гансйорг Гьорітц. В грудні 2002 року почалися будівельні роботи. 15 лютого 2008 року відбулося урочисте відкриття будівлі, а 21 лютого пройшло перше засідання Ландтагу в новій будівлі.
Повна вартість будівництва скалала близько 42.2 млн швейцарських франків, які було витрачено на більше мільйону клінкерів, 600 тон сталі та 5800 кубічних метрів бетону.

## Опис

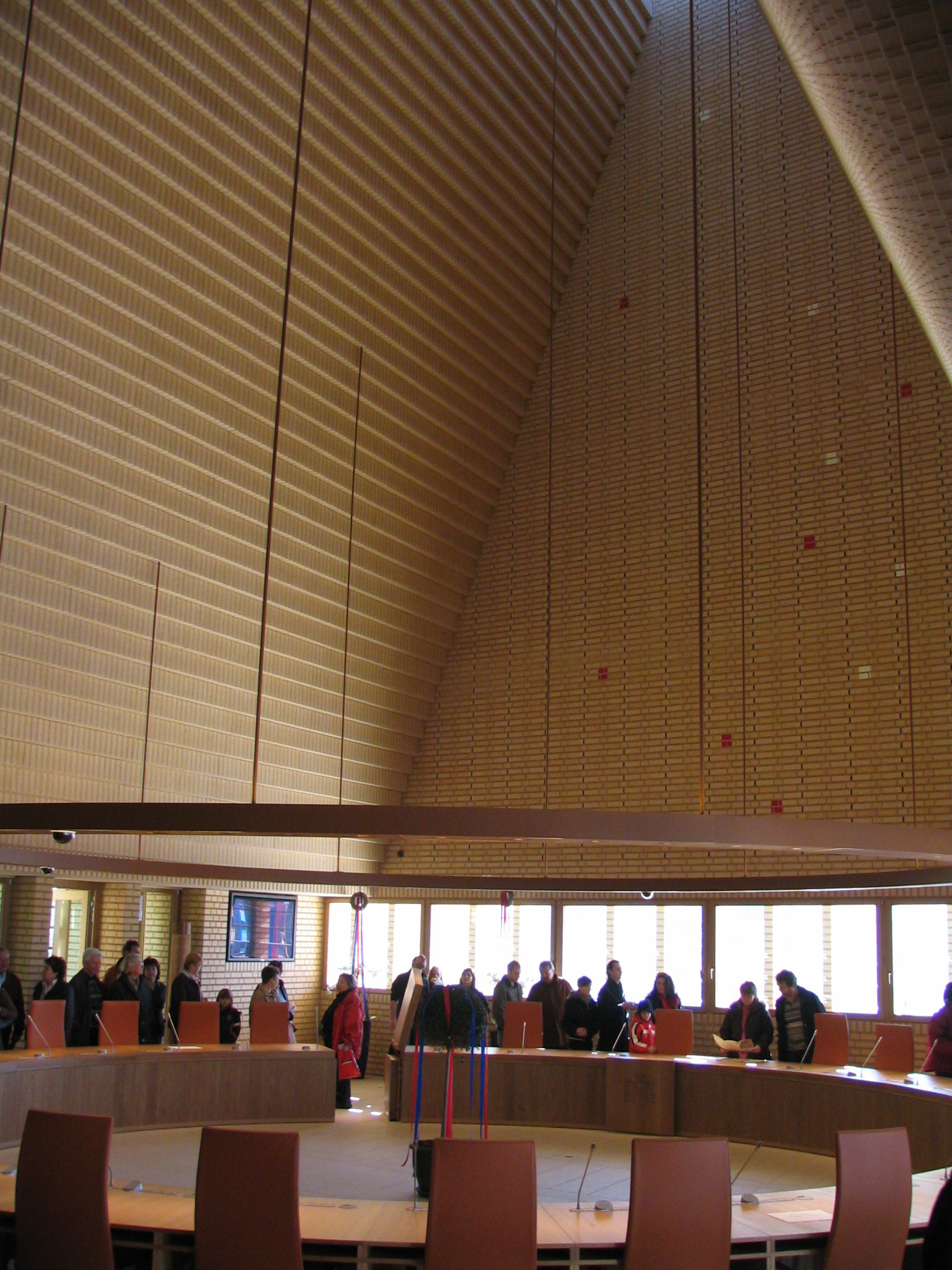
Пленарна зала Ландтагу

### Високий будинок
Основною залою високого будинку є зала пленарних засідань Ландтагу. 25 парламентаріїв князівства, п'ять членів уряду та секретаріат Ландтагу розміщуються за круглим столом (за столами, що формують коло). Таке розміщення не практикується в жодному іншому національному парламенті Європи. Висота пленарної зали становить 19 метрів.
На нижньому поверсі високого будинку знаходиться головний вхід та холл, який застеляють синім килимом при проведенні важливих зустрічей та урочистих подій. Варто відмітити, що вхід до будинку уряду застеляють червоним килимом при проведення важливих зустрічей та урочистих подій.

### Довгий будинок
У довгому будинку знаходяться різноманітні кімнати для нарад та офіси для парламентаріїв та співробітників парламенту. На першому поверсі знаходяться дві кімнати для переговорів, архів Ландтагу, бібліотека та кафетерії. На другому поверсі — кімната для відпочинку та офіси секретаріату Ландтагу. На третьому поверсі — приміщення для фракції та офіси президенту та віце-президенту Ландтагу. На даху будинку створена тераса, що може бути переоблаштована під офісні приміщення у разі необхідності.